# Telenassa abas
Telenassa abas är en fjärilsart som beskrevs av William Chapman Hewitson 1864. Telenassa abas ingår i släktet Telenassa och familjen praktfjärilar. Inga underarter finns listade i Catalogue of Life.

## Bildgalleri

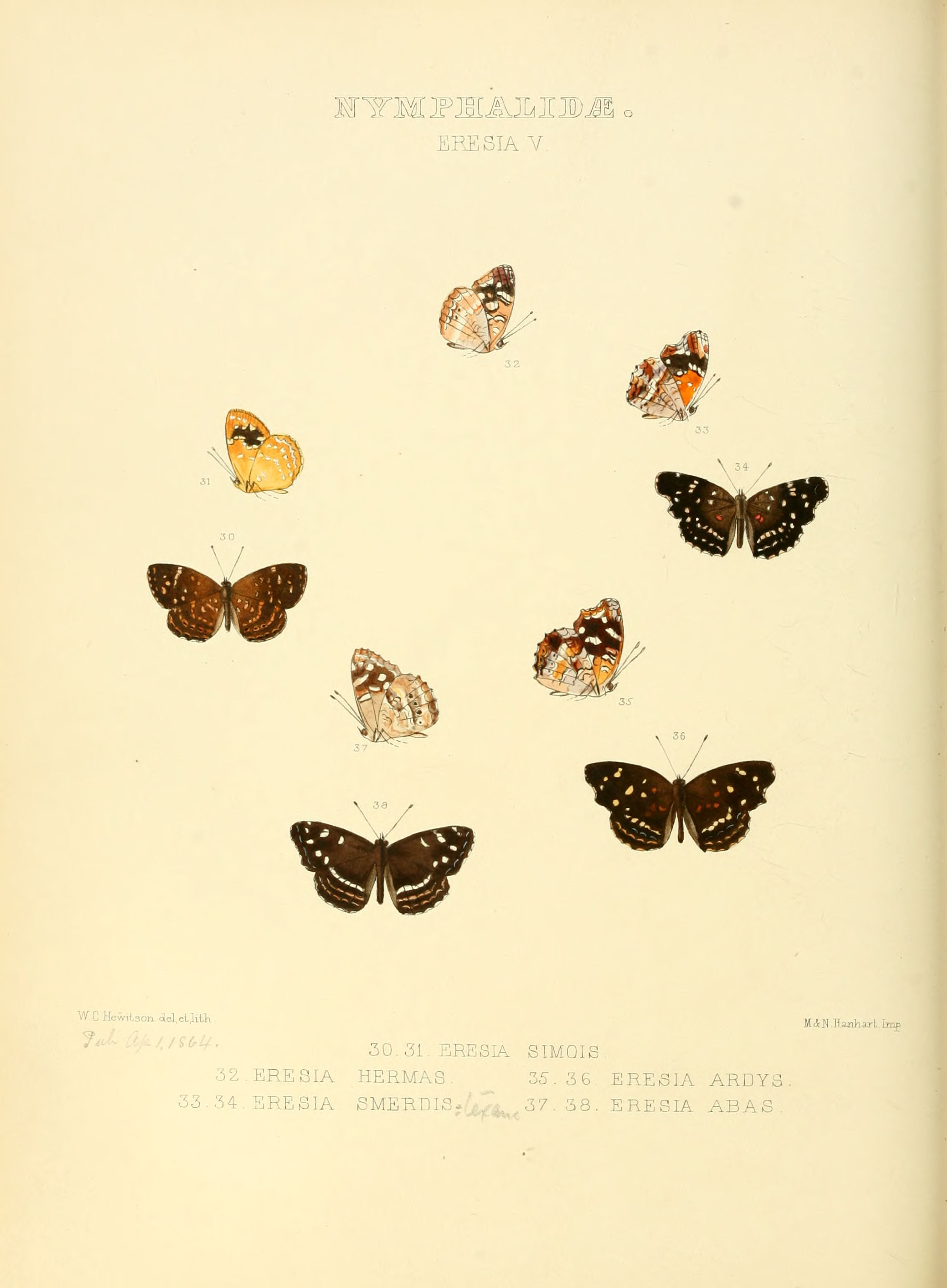